# آب‌انبار حاجی نظر حاجی ابول
آب‌انبار حاجی نظر حاجی ابول مربوط به دوره قاجار است و در لار، محله امامزاده، خیابان مدرس شمالی واقع شده و این اثر در تاریخ ۱۹ مرداد ۱۳۸۴ با شمارهٔ ثبت ۱۲۶۹۷ به‌عنوان یکی از آثار ملی ایران به ثبت رسیده است.